# Näbbdådra
Näbbdådra (Euclidium syriacum) är en korsblommig växtart som först beskrevs av Carl von Linné, och fick sitt nu gällande namn av William Townsend Aiton. Enligt Catalogue of Life ingår Näbbdådra i släktet näbbdådror och familjen korsblommiga växter, men enligt Dyntaxa är tillhörigheten istället släktet näbbdådror och familjen korsblommiga växter. Arten förekommer tillfälligt i Sverige, men reproducerar sig inte. Inga underarter finns listade i Catalogue of Life.